# Castillo de Puñoenrostro
El castillo de Puñoenrostro es una fortificación del municipio español de Seseña. De propiedad privada, está en estado de ruina consolidada.

## Descripción
El castillo se encuentra en el municipio toledano de Seseña, en Castilla-La Mancha, a una altura sobre el nivel del mar de unos 655 metros.
La fortificación habría quedado protegida de forma genérica el 22 de abril de 1949, mediante un decreto publicado el 5 de mayo de ese mismo año en el Boletín Oficial del Estado con la rúbrica del dictador Francisco Franco y del ministro de Educación Nacional José Ibáñez Martín, que sostenía que «Todos los castillos de España, cualquiera que sea su estado de ruina, quedan bajo la protección del Estado». En 2010 se inició el procedimiento para determinar el entorno de protección del castillo, que contaba por esas fechas con el estatus de Bien de Interés Cultural.